# Euphyia definita
Euphyia definita là một loài bướm đêm trong họ Geometridae.